# Lago de Rims
O Lago Rims é um lago localizado no município de Val Müstair, no Cantão de Grisons, Suíça. Tem uma superfície de 0,17 km² e encontra-se a 2396 m de altitude acima do nível do mar.